# 베레즈니키

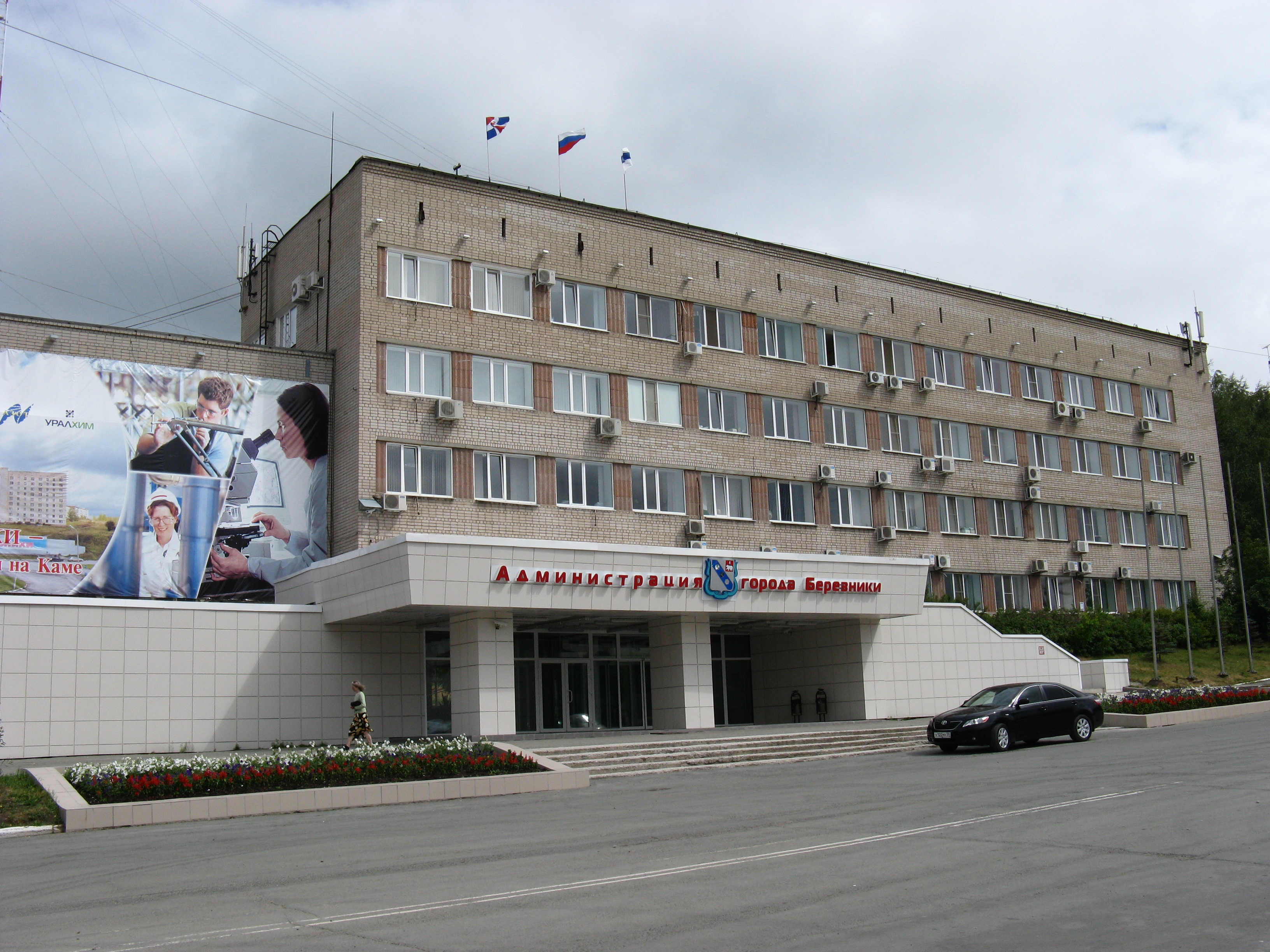

베레즈니키(러시아어: Березники́)는 러시아 페름 지방에 위치해 있는 도시이다. 원래는 러시아 페름 주에 속하는 도시였다. 카마 강이 흐른다. 도시의 면적은 387 km²이고 인구는 18만1,300명(2001년)이다.

## 주민
1996년에는 인구가 18만 2,900명이었다. 1989년의 조사에서는 러시아인 (87%), 타타르족 (4,3%), 우크라이나인 (2,3%), 코미페르먀크인 (1,4%), 벨라루스인 (0,8%), 우드무르트인 (0,6%), 바슈키르인 (0,4%), 기타 (3,2%)가 거주했다.
| 연도                                           | 인구    | ±%     |
| ---------------------------------------------- | ------- | ------ |
| 1939                                           | 64,609  | —      |
| 1959                                           | 106,119 | +64.2% |
| 1979                                           | 185,395 | +74.7% |
| 2000                                           | 181,900 | −1.9%  |
| 2011                                           | 156,500 | −14.0% |
| 2015                                           | 148,955 | −4.8%  |
| 2021                                           | 137,091 | −8.0%  |
| 출처: 1939, 1959, 1979, 2000, 2011, 2015, 2021 |         |        |